# J. Újváry Zsuzsanna
Jánokiné Újváry Zsuzsanna (1953. július 2. –) történész, egyetemi docens.

## Élete
1976-ban szerzett történelem szakos tanári és levéltárosi diplomát az Eötvös Loránd Tudományegyetemen. 1976-1978 között a Történeti Segédtudományi Tanszék tudományos ösztöndíjasaként tanult és a Magyar Országos Levéltárban dolgozott. 1978-ban levéltárosnak nevezték ki. 1979-ben egyetemi doktori fokozatot szerzett. 1986-1995 között a Magyar Tudományos Akadémia Történettudományi Intézetének tudományos munkatársa a Kora Újkori Osztályon.
1994-től a Pázmány Péter Katolikus Egyetemen oktat kora újkort. 1998-ban megvédte PhD disszertációját a Debreceni Egyetemen, azóta egyetemi docensként oktat.
1999-től 8 éven át az Országos Tudományos Diákköri Konferencia Humán Szekciójának országos alelnöke volt. Részt vett a Pázmány Történész Kör megalapításában. A Szent Vince Szakkollégiumban is oktat.
2003-2004-ben Kolozsvárott volt Ceepus ösztöndíjas, ahol a Babeș–Bolyai Tudományegyetem vendégtanára is volt. 2008-ban, 2009-ben, 2013-ban, 2014-ben az Újvidéki Apáczai Nyári Akadémia (ANYA) nyári kurzusain is előadott, illetve a Hódmezővásárhelyi Történész Körben.
1976-tól tagja a Magyar Történelmi Társulatnak, amelynek 2008-tól vezetőségi tagja (Igazgatóválasztmányi Bizottság) volt 4 évig. A Zürichi Magyar Történelmi Egyesület Tudományos Tanácsának, a Balassi Társaságnak és a Jászok Egyesületének is tagja.

## Elismerései
- 2001-ben OTDK Emlékplakett
- 2005-ben „Mestertanár" aranyérem
- 2010-ben rektori Jubileumi Pázmány Emlékplakett
- 2011 az OTDK jubileumi ezüstérme

## Művei
- 2006 „De valamíg ez világ fennáll, mindennek szép koronája fennáll." A vezekényi csata és Esterházy László halála. Hadtörténelmi Közlemények 119/4.
- 2013 Az oszmán–magyar kényszerű együttélés és hozadéka. Piliscsaba. (szerk.)
- 2013 Batthyány I. Ádám és köre. Piliscsaba. (szerk.)
- 2016 Békétlen békeviszony: az oszmán uralom előrenyomulása a XVII. század első felében a Magyar Királyságban. In: Acta Historica Hungarica Turiciensia 31/5, 811-846.
- 2016 Balassi Bálint vitézi ethosza. In: Zborník z II. medzinárodnej konferencie Modrý Kameň, september 2014 - Valentín Balaša a jeho doba - historické súvislosti.
- 2017 A barsi református falvak a török uralom alatt és az 1599. évi tatárpusztítás. In: Viszály és együttélés.